# Cooking Vessel
Cooking Vessel (dosł. „naczynie do gotowania””) – urządzenie do podgrzewania wody używane w brytyjskich czołgach i wozach bojowych. Urządzenie używane jest do podgrzewania przygotowanych wcześniej posiłków, a także do gotowania wody na herbatę. Urządzenie zostało wprowadzone do użycia pod koniec II wojny światowej i w zmodernizowanej formie jest nadal używane.

## Historia
Pierwsza wersja urządzenia znana jako Boiling Vessel Electric (VBE No 1) została wprowadzona do użycia pod koniec II wojny światowej w brytyjskich czołgach Centurion. Urządzenie zostało umieszczone w wieży czołgu i służyło głównie do gotowania wody na herbatę. Przed wprowadzeniem BVE do użycia, aby przygotować herbatę załoga musiała opuścić czołg, do gotowania wody używano zazwyczaj improwizowanego palnika znanego popularnie jako Benghazi burner skonstruowanego z pustych puszek i kanistrów. Wprowadzenie do użycia BVE pozwoliło na skrócenie czasu potrzebnego na przygotowania śniadania oraz zwiększyło bezpieczeństwo załogi czołgu, która nie musiała opuszczać jego wnętrza, aby przygotować posiłek.
Pierwsza wersja współczesnego urządzenia została wycofana z użycia na początku lat 50. XX wieku, zastąpiono ją przez nowszy model, No 2, zrobiony głównie ze stali nierdzewnej. Trzecia wersja, VBE No 3, miała poprawioną instalację elektryczną i konstrukcję przez co rzadziej przeciekała. W urządzenia VBE były wyposażone wszystkie czołgi brytyjskie począwszy od Centuriona, a w latach 60. stanowiły one także wyposażenie bojowego wozu piechoty FV432 Trojan. Współcześnie BVE stanowią wyposażenie prawie wszystkich modeli dużych pojazdów używanych przez armię brytyjską (czołgi Challenger 2, ciężarówki MAN, pojazdy bojowe Warrior, Warthog, Mastiff, Jackal i Foxhoud).
Obecna wersja urządzenia, Cooking Vessel FV706656, zasilana jest 28-woltowym prądem i używana głównie do podgrzewania przygotowanych wcześniej posiłków, a gorąca woda znajdująca się wewnątrz urządzenia wykorzystywana jest do robienia herbaty.  Urządzenie jest produkowane przez zakłady Electrothermal Engineering Ltd.